# 大埔南
大埔南（英語：Tai Po South，代號P1）是現時香港大埔區議會下轄的雙議席選區，於2023年改制後設立。

## 範圍
現時選區包括林村河以南的大埔新市鎮及鄉郊範圍（不包括大埔中心第三期）、大埔公路－大窩段以南的大埔鄉郊範圍、大窩西支路以西的大埔鄉郊範圍、林村谷、太和邨及寶雅苑，與其接壤的選區有大埔北、荃灣區議會的荃灣東南選區、元朗區議會的元朗鄉郊東選區、北區區議會的蝴蝶山、紅花嶺選區、沙田區議會的沙田西選區。
投票站設有十六個，分別位於大埔社區中心(展覽廳)、廣福社區會堂、大埔崇德黃建常紀念學校、中華基督教會馮梁結紀念中學、香港墨爾文國際學校、香港教師會李興貴中學、保良局田家炳千禧小學、運頭塘邨社區中心、羅定邦中學、錦山挪威國際學校、南華莆崇真堂、獅子會林村青年中心、圍頭村村公所、泰亨、太和邨體育館、林村公立黃福鑾紀念學校。

## 沿革
2023年香港選舉改革將區議會所有單議席選區取消，大埔定為兩個雙議席選區，共選出四席民選議員。大埔南選區由原有單議席的大埔墟、廣福及寶湖、宏福、運頭塘、新富、寶雅、太和、大埔滘、林村谷選區合併而成。
2023年區議會選舉，估算人口有159,024人，選民有94,637人，吸引到五人參選。

## 歷屆議員
| 選區名稱 | 屆別           | 議員   | 政治聯繫 | 政治聯繫 | 議員   | 政治聯繫 | 政治聯繫 |
| -------- | -------------- | ------ | -------- | -------- | ------ | -------- | -------- |
| 大埔南   | 2024年－2027年 | 羅曉楓 |          | 經民聯   | 黃碧嬌 |          | 民建聯   |

## 歷屆選舉結果
| 政党   | 政党   | 候选人      | 票数   | %      | ± |
| ------ | ------ | ----------- | ------ | ------ | - |
|        | 獨立   | ①. 張育文   | 5,731  | 21.27% |   |
|        | 獨立   | ②. 蕭振麟   | 624    | 2.32%  |   |
|        | 獨立   | ③. 方約拿單 | 495    | 1.84%  |   |
|        | 民建聯 | ④. 黃碧嬌   | 8,491  | 31.51% |   |
|        | 經民聯 | ⑤. 羅曉楓   | 11,608 | 43.07% |   |
| 多数票 | 多数票 | 多数票      | 3,117  |        |   |

## 資料來源
1. ↑   (PDF).   [2023年8月23日]. （原始内容 (PDF)存档于2023年8月5日） （繁体中文）.
2. ↑   (PDF).   [2023年11月17日]. （原始内容 (PDF)存档于2023年12月3日）.
3. ↑   (PDF). 選舉管理委員會. 2023-07-11  [2023-08-23].[]
4. ↑   (PDF).   [2023-11-19]. （原始内容存档 (PDF)于2023-11-16）.
5. ↑   (PDF).   [2023-08-23]. （原始内容存档 (PDF)于2023-08-06）.
6. ↑   (PDF).   [2023-11-17]. （原始内容存档 (PDF)于2023-12-03）.